# Baeolophus
Baeolophus (лат.) — род птиц из семейства синицевых. Обитают в Северной Америке. В прошлом многие авторитеты считали данный таксон подродом рода Parus, однако в настоящее время его самостоятельность широко признана специалистами.

## Этимология
Название рода означает «маленький хохолок» и состоит из др.-греч. βαιός — маленький и др.-греч. λόφος — хохол.

## Виды
В состав рода включают пять видов:
| Изображение | Научное название         | Русское название      | Распространение                                         |
| ----------- | ------------------------ | --------------------- | ------------------------------------------------------- |
|             | Baeolophus wollweberi    | Американский гренадёр | От Аризоны и Нью-Мексико до южной части Мексики         |
|             | Baeolophus inornatus     | Пепельная синица      | Тихоокеанское побережье от Баха-Калифорния до Орегона   |
|             | Baeolophus ridgwayi      |                       | Большой Бассейн и прилегающие территории                |
|             | Baeolophus bicolor       | Острохохлая синица    | К востоку от Миссисипи и от нижней Канады до Эверглейдс |
|             | Baeolophus atricristatus |                       | От Миссури до востока центральной части Мексики         |

## Биология
Эти птицы питаются как насекомыми и пауками, так и растительной пищей, например, ягодами и семенами.